# Eridolius rufofasciatus
Eridolius rufofasciatus là một loài tò vò trong họ Ichneumonidae.